# Troitski
O distrito administrativo de Troitski (Троицкий административный округ) é uma divisão administrativa de Moscou, Rússia. Tem uma população de 86 752 pessoas, de acordo com dados de 2010.